# セダリア駅
セダリア駅（英語：Sedalia Station）はミズーリ州セダリア パシフィック・ストリートおよびノース・オセージ・アヴェニューにある駅。全米各地を結ぶ旅客鉄道のアムトラックが乗り入れている。

## 概要
当駅は1886年に開設された。2011年に現在の姿となる改修工事が完成した。

## 利用可能な鉄道路線／列車
アムトラックのセダリア駅に発着する列車は下記の通り。
カンザスシティとセントルイス間の昼行中距離列車ミズーリ・リバー・ランナー号…1日2往復停車